# Jean Guyot de Châtelet
Pour les articles homonymes, voir Jean Guyot, Guyot et Châtelet.
Jean Guyot (né en 1512 à Châtelet, dans l'actuelle province de Hainaut, alors dans la principauté de Liège et mort le 11 mars 1588) est un compositeur et un poète liégeois de la Renaissance.

## Biographie
Après des études à l'université de Louvain, où il obtient en 1537 le grade de licencié en Arts, Jean Guyot de Châtelet est nommé Chapelain à la collégiale Saint-Paul à Liège d'où il passe à la cathédrale Saint-Lambert pour y remplir l'office de maître de chapelle.
En 1563, il devient maître de chapelle à la cour impériale de Vienne. 
En 1564, il revient à Liège et reprend sa place à la cathédrale dont il dirige l'activité musicale pendant vingt-cinq ans ; c'est sous sa direction que se formèrent des élèves, notamment Jean de Fosse (1540-1603) qui deviendra maître de chapelle à Munich.
Ses contemporains, tel Hermann Finck, parlaient de Guyot comme étant un bon musicien. 
Outre des pièces musicales (chansons, motets, Te Deum), il a fait publier une œuvre poétique.

## Discographie
- Te Deum laudamus & Other Sacred Music, Cinquecento, Hyperion (CDA68180), 2017